# Джія Каранджі
Джія Марія Каранджі (англ. Gia Marie Carangi; нар. 29 січня 1960, Філадельфія, штат Пенсільванія, США — пом. 18 листопада 1986, там само) — американська топ-модель, яка завоювала світ моди наприкінці 1970-х. Вважається першою супермоделлю у світі, хоча цей титул також приписують Дженіс Дікінсон, Доріан Лі, Джин Шрімптон. 
Багаторазово була на обкладинках найпопулярніших глянців світу: «Vogue», «Cosmopolitan», «Amica, Madame», «Harper's Bazaar». Впродовж 1979 і 1982 років Джія регулярно з'являлася в рекламних компаніях відомих домів моди, серед яких — «Armani», «Christian Dior», «Versace» та «Yves Saint Laurent».
Перша публічно відома жінка, яка померла від СНІДу. Факт її смерті не афішувався і про це широко дізналися лише через кілька років. В 1998 році було знято фільм «Джія» за історією життя моделі.

## Дитинство
Джія Марія Каранджі народилася 29 січня 1960, в передмісті Філадельфії, в сім'ї італоамериканця Джозефа Каранджі й американки з ірландським і валлійським корінням Кетлін Каранджі (до шлюбу Адамс). Батько володів невеликою мережею закусочних, в яких Джія підробляла. Вихованням дочки займалася мати. Коли Джії виповнилося 11 років, мати залишила сім'ю, через що в наступні роки Джія страждала від браку уваги з боку батьків. У 17 років Каранджі переїхала до Нью-Йорка, де досить швидко досягла успіху як модель.
Пізніше брат Джії, Майкл Каранджі, скаже, що рішення відпустити Джію до Нью-Йорку саму було найбільшою помилкою їхньої родини.

## Кар'єра моделі
Родина Джії згадує, що вона хотіла стати моделлю завжди, будучи певною, що це її покликання. За словами близьких, Джія точно знала, що може досягти успіху в модельному бізнесі. Тому вона досить легко вирішила переїхати в Нью-Йорк. Тим не менш, сама Джія говорила: «Я просто ніколи не хотіла стати моделлю, це ніколи не було моєю мрією, я ніби захопилася цим». Мати Джії відвідувала її в Нью-Йорку так часто, як могла. Іноді тільки лише для того, щоб привести житло дочки в порядок. Але все ж більшу частину часу Джія перебувала на самоті.
У Нью-Йорку Джія потрапила під заступництво колишньої моделі Вільгельміни Купер, яка володіла модельним агентством «Вільгельміна». Перші три місяці Каранджі виконувала невеликі замовлення, проте швидко перейшла в розряд найбільш затребуваних моделей тих років. Фотограф Артур Елгорт, з яким вона працювала під час фотосесії для «Блуміндейлс», познайомив її з іменитими фотографами — Франческо Скавулло, Марко Главіано і Річардом Аведоном, що стало для Каранджі початком кар'єри супермоделі.
Джія була тісно зв'язана службовими обов'язками моделі. Вона пробувала займатися чимось окрім модельного бізнесу, але не могла знайти для цього достатньо часу у своєму щільному графіку.
Джія стала знаменитою не лише завдяки нетиповій для фотомоделі зовнішності (в ті часи в модельному бізнесі були популярними блондинки), але насамперед через її вміння вживатися в абсолютно різні образи.
У жовтні 1978 року, після фотосесії для журналу «Воґ», фотограф Кріс фон Вангенхайм попросив Каранджі зробити кілька знімків в оголеному вигляді. Також у фотосесії, на прохання фотографа, взяла участь візажистка Сенді Лінтер. Фотографії оголеної Джії, що стоїть позаду паркану, стали одними з найскандальніших для тих часів. До кінця року, вона з'явилася вже в декількох журналах, включаючи американський «Воґ».
У 1979 році протягом п'яти місяців Джія з'являлася на обкладинках британського «Воґ», французького «Воґ», американського «Воґ» і двічі на обкладинці американського «Космополітен». Другу обкладинку «Космополітен», де Каранджі позувала в жовтому купальнику грецького стилю, назвали найкращою за всю кар'єру Джії. Фігура Каранджі вважалася чуттєвою, вона контрастувала із сором'язливими моделями її часу.
Ставши досить відомою, Джія могла дозволити собі не погоджуватися на ті робочі пропозиції, які їй не подобалися. Часом вона не погоджувалася на фотосесії тільки тому, що їй не подобалася пропонована зачіска.

## Особисте життя
Попри свою успішність, Джія залишалася самотньою, її особисте життя не складалося. У неї було вузьке коло спілкування — візажистка Сенді Лінтер, моделі Джулія Фостер і Дженіс Дікінсон, і рідкісні знайомі з Філадельфії.
Джія була лесбійкою. Близькі згадують, що інтерес до дівчат Джія почала проявляти вже в 14 років. Чоловіки її не цікавили ніколи.
Джія намагалася знайти кохану людину, проте всім, хто зав'язували з нею стосунки, були потрібні тільки гроші і секс. У пошуку постійних стосунків Джія легко закохувалася в людей, з якими щойно познайомилася. Вона почувалась самотньою і постійно потребувала, щоб хтось був поруч.
Колега і подруга Джії, модель Джулія Фостер, в інтерв'ю телепередачі «Справжні голлівудські історії» згадує, як одного разу вночі Джія прийшла до неї додому. Виявилося, що Джії просто захотілося, щоб її обійняли.

## Наркотична залежність
З появою перших значних заробітків Каранджі стала завсідницею наймодніших клубів Нью-Йорка. Особливо часто вона відвідувала легендарний заклад «Студія 54», відомий своїми вільними вподобаннями. Поступово Джія почала вживати наркотики — спочатку «для відпочинку» приймати кокаїн, потім — навесні 1980 року, після смерті наставниці Вільгельміни Купер — намагаючись позбутися стресу, перейшла на героїн.

### Проблеми з роботою
Після двох років успішної кар'єри, коли Джія отримувала більше 100 000 доларів на рік (в 1980 році Купер пророкувала Каранджі заробіток понад 500 000 $ на рік), вона почала поступово зникати зі світу моди.
Фотографи стали розуміти, що імпульсивна поведінка Джії на знімальних майданчиках була результатом вживання наркотиків, і тому все більш неохоче брали пропозиції її агентів на роботу у фотосесіях за участю Каранджі.
За словами фотографа Франческо Скавуло, всі, хто працював з Джією, знали про її наркотичну залежність. Однак ніхто не вважав за потрібне поговорити з нею про це. Каранджі була настільки затребуваною моделлю, що могла собі дозволити поводитись як завгодно.
Фотограф Майкл Тайг каже, що на вживання наркотиків моделями діяла неофіційна заборона. Але у випадку з Джією все було інакше. Вона дозволяла собі не тільки спізнюватися на фотосесії, не бути зовсім, але і вживати героїн в студії. Спершу фотографи намагалися не звертати на це уваги заради можливості попрацювати з Каранджі.
Протягом декількох місяців всі гроші, зароблені в модельному бізнесі, Джія витрачала на наркотики. Спершу залежність Каранджі від наркотиків не заважала їй працювати і залишатися затребуваною моделлю. Влітку 1980 року Джія знялася для обкладинок «Воґ» і «Космополітен». Однак робота над фотосесіями за участю Каранджі нерідко супроводжувалась непередбачуваними істериками, невмотивованими капризами моделі, а іноді вона просто засинала перед камерою.
Потреба Джії в регулярному прийомі героїну стала переважувати бажання і сили Каранджі працювати перед камерою. Вона приймала майже чотири дози наркотику одночасно. Всі спроби близьких припинити це, вплинувши на Джію, закінчувалися нічим.
У журналі «Воґ» за листопад 1980 року досить помітно, наскільки серйозно Каранджі залежить від наркотиків — на фотографіях було добре видно сліди уколів на руці (щоб їх приховати, фото були піддані обробці).
У листопаді 1980 року Джія пішла з агентства «Вільгельміна» і підписала контракт з Ейлін Форд. Але Форд не дозволяла Каранджі поводитись так, як вона звикла, і після трьох тижнів роботи її понизили у посаді. У лютому 1981 року Джія призупинила роботу, сподіваючись повернути життя в нормальне русло.

### Спроби виходу з наркозалежності
Будучи стомленою і виснаженою від наркотичної залежності, Каранджі записалася на програму з реабілітації у філадельфійській клініці для алкоголіків і наркоманів. Тієї ж зими вона починає стосунки з Рошель — 20-річною студенткою, що вживала героїн, залежність якої була ще важчою. За словами Майкла Каранджі, одного разу Рошель запропонувала спробувати наркотики і йому, але він відмовився.
Під впливом Рошель наркотична залежність Джії посилювалася. Навесні 1981 року Каранджі була арештована за водіння автомобіля в нетверезому стані. Пізніше вона була спіймана, коли намагалася вкрасти гроші з дому матері. У червні 1981 року Джія залишила будинок мами і знову записалася на програму з реабілітації. Але спроба вилікуватися була зірвана новиною про те, що її близький друг, фотограф Кріс фон Уондженхейм, загинув в автокатастрофі. Для Каранджі це стало черговим приводом для того, щоби почати приймати наркотики. Вона закрилася у ванній і провела кілька годин у наркотичному маренні.
Наприкінці 1981 року Джія знову почала боротьбу з наркотиками. Змарніла Каранджі почала одужувати. Джія була налаштована на одужання і хотіла повернутися в Нью-Йорк. На початку 1982 року Каранджі знялася для обкладинки «Космополітен». На думку фотографа Франческо Скавулло, це повинна була бути її найкраща обкладинка. Ця ж обкладинка стала для Джії останньою.

### Спроби повернути колишній успіх
Навесні 1982 року, продовжуючи робити спроби повернення колишнього успіху, Каранджі змінила своє агентство на два інших — «Форд» і «Еліт». Зрештою Джії вдалося зв'язатися з агенткою Монікою Піллард.
За словами Піллард, під час зустрічі з Каранджі вона відверто зізналася їй, що чула про поведінку Джії багато поганого, але готова спробувати з нею попрацювати. Під час цієї зустрічі Піллард попросила Каранджі, яка була одягнена в довгу сорочку, показати руки. Але Джіа в різкій формі їй відмовила, скрикнувши: «Вам потрібна я чи мої руки?»
Незважаючи на потенційний ризик, пов'язаний з пристрастю Каранджі до наркотиків, Піллард підписала договір з Джією, яка вперто намагалася довести скептикам, що вона не дарма повернулася в Нью-Йорк.
Однак, за словами фотографа Франческо Скавулло, як би він не старався, але робота з Каранджі вже не йшла так гладко, як раніше. Джія розгубила свій талант, свій магнетизм. Її фотосесії вже не виходили такими яскравими і ефектними, як це було раніше. Під час зйомок Джія закладала руки назад, аби приховати сліди уколів. Утім, Скавулло заперечує цю думку, кажучи, що Каранджі сиділа в такому положенні, щоб приховати зайву вагу, яку вона набрала під час лікування.
У 1982 році Каранджі знялася на Ей-Бі-Сі у телепередачі «0 на 20 — історії про супермодель». Вона стверджувала, що не вживає наркотиків, але її поведінка в кадрі говорила про інше. Пізніше, намагаючись стримати поведінку Джії в розумних рамках, Моніка Піллард робила спроби контролювати витрати Каранджі і не допускати того, щоб вона витрачала гроші на наркотики, проте в неї нічого не вийшло.
З часом попит на послуги Джії пройшов, пропозицій працювати більше не надходило. Фотографи більше не хотіли мати справу з неадекватною моделлю.
Моніка Піллард згадує випадок, коли Джія працювала в одній з нью-йоркських студій. Фотограф подзвонив їй і зажадав, щоб Піллард приїхала і забрала Каранджі, в іншому випадку пригрозивши викинути модель зі студії. Виявилося, що, будучи в стані наркотичного сп'яніння, Каранджі заснула перед камерою і обпекла собі груди сигаретою.
Навесні 1983 модельна кар'єра Джії була остаточно завершена. Під час роботи над фотосесією в Північній Африці її в черговий раз помітили за вживанням наркотиків. Каранджі змусили зібрати речі й повернутися додому.

## Останні роки
У травні того ж року Джії була необхідна операція на руці через те, що вона кололася в одному й тому ж місці, що призвело до інфекції.
Джія переїхала в Атлантик-Сіті, де жила у квартирі з Рошель. За словами найкращої подруги, Карен Каразей, коли вона зустріла Джію в Атлантик-Сіті, то не впізнала її. Особливо змінився голос — він став різким і неприємним. Мати Джії згадує, що після переїзду дочки в Атлантик-Сіті стала відчувати, що Джія може померти в будь-який момент, або намагаючись дістати грошей на наркотики, або втягуючись у різні неприємності.
До грудня 1983 року через згубний вплив наркотиків Каранджі остаточно закинула спроби повернутися в модельний бізнес і стала стрімко втрачати зв'язок із реальним світом. Після тиску з боку родини Джія знову записалася на програму реабілітації в клініку Іглвіллі. Каранджі оголосила себе банкрутом, жила на допомогу з безробіття. У клініці пацієнт на ім'я Роб Фей став для неї близьким другом. За його словами, у цей період для Джії, яка і без того завжди відчувала себе самотньою, стало особливо важливо відчувати, що поруч є хтось близький по духу.
Після 6 місяців лікування, в травні 1984 року, Каранджі залишила клініку і поїхала в передмістя Філадельфії. Вона працювала продавчинею джинсів і касиркою у місцевому універсамі. Пішла на курси в коледж, проявила інтерес до фотографії та кіно. Однак у серпні того ж року Джія зникла.
Каранджі повернулася в Атлантик-Сіті влітку 1985 року. Залежність від наркотиків повернулася і посилилася. Джія збільшила дозу. Грошей на наркотики не вистачало все більше, і врешті-решт заради можливості купити чергову дозу Каранджі зайнялася проституцією. Кілька разів її зґвалтували.

## Смерть
У 1986 році Джія злягла з ознаками пневмонії, і мати одразу відвезла її в лікарню. Як виявилося, за час наркозалежності Каранджі пережила три передозування. Після багаторічного вживання наркотиків на її руці утворився помітний нарив, в спина вкрилася виразками.
Після обстеження їй діагностували СНІД. Коли стан Джії погіршився, її перевели в одну з лікарень Філадельфії. Там протягом кількох місяців вона мала те, про що мріяла з дитинства, — постійна увага матері. Кетлін Каранджі нікому не дозволяла заходити в палату і відвідувати доньку. Більшість просто не знали, що модель серйозно хвора. Одним із тих людей, яким дозволяли її відвідувати, був Роб Фей. За словами близьких, мати зробила все для того, аби палата Джії нагадувала їй будинок. На якийсь час її емоційний стан покращився: у лікарні вона стала релігійною і навіть прикріпила на дверях своєї палати зображення Ісуса.
У якийсь момент у Джії виникло бажання зняти сюжет для дітей про те, до чого можуть призвести наркотики і що цій спокусі потрібно протистояти щосили. Проте втілити задум не змогла — настільки швидко погіршувався її фізичний стан.
У жовтні, за чотири тижні до смерті, Каранджі була поміщена в окрему палату. Її тіло вкрилося численними виразками. За словами матері, Джія за кілька днів до кінця відчула наближення смерті, і між ними відбулася відверта розмова. Як згадує Роб Фей, безпосередньо перед смертю стан Каранджі настільки погіршився, що вона вже не могла говорити.
18 листопада 1986 року Джія Каранджі померла. Хвороба сильно вплинула на її фізичний стан — фактично, тіло Джії почало розкладатися ще за життя. Коли санітари переміщали труп Джії на каталку, щоб відвезти в морг, частина шкіри зі спини просто відпала. СНІД настільки спотворив тіло, що розпорядник похорону рекомендував ховати її в закритій труні. 21 листопада 1986 родичі і друзі були запрошені на панахиду за Каранджі. Вона була похована у Фестервіллі, штат Пенсільванія.
Світ моди ще довго не знав про те, що знаменита колись супермодель померла. Більшість знайомих Джії тільки через рік дізналися про її смерть. Похорон пройшов непомітно і був небагатолюдним — адже та обставина, що Каранджі померла від СНІДу, став би ганьбою для її родини.
Джія Каранджі стала першою американською знаменитістю з числа жінок, які померли від СНІДу.

## Спадщина
Пізніше через схожість із Джією Сінді Кроуфорд охрестили «Маленька Джія».
В 1998 році було знято фільм «Джія» за історією життя моделі. Її зіграла Анджеліна Джолі.